# كوريبي
كوريبي (بالبرتغالية: Coribe‏)؛ بلدية في ولاية باهيا في المنطقة الشمالية الشرقية من البرازيل.